# 子宮の記憶 ここにあなたがいる
『子宮の記憶 ここにあなたがいる』（しきゅうのきおく ここにあなたがいる）は、藤田宜永による小説、またそれを原作とした日本の映画。
2003年8月、『キッドナップ』というタイトルで講談社より刊行される。2006年12月、映画化に伴い、『子宮の記憶 ここにあなたがいる』に改題され再刊行された。

## あらすじ
裕福な家庭で何不自由なく暮らしていた17歳の真人。しかし、家族に愛されていないという事実が彼を悩ませる。ある日、自分が生後3日で誘拐されていたという過去を知る。
自分を誘拐した犯人が真鶴に住んでいると知り、会いに行くことを決意する。

## 映画

### キャスト
- 桜井愛子：松雪泰子
- 島本真人：柄本佑
- 小坂井沙代：中村映里子
- 桜井英雄：寺島進
- 桜井美佳：野村佑香
- バー「ポップコーン」のママ・幸子：余貴美子
- 食堂の客：徳井優

以下、友情出演
- 青年団の男：東幹久
- 真人の母：野村真美
- 真人の父：田中健

### スタッフ
- 監督：若松節朗
- プロデューサー：井口喜一、深澤義啓、棚橋裕之、村田法子
- エグゼグティブ・プロデューサー：山本良生、尾越浩文、細野義朗、武政克彦、佐藤憲夫、叶井俊太郎、渡辺純一、中山和記
- 企画：菊池美由貴
- 脚本：神山由美子
- 撮影：栗栖直樹
- 編集：新井孝夫
- メインテーマ：S.E.N.S.「Way Out」
- 音楽：森英治
- 映像：矢沢由邦
- 照明：高橋幸司
- 録音：矢川祐介
- 原作：藤田宜永 『キッドナップ』（講談社刊）
- 制作プロダクション：共同テレビジョン
- 製作会社：テレビ東京、朝日放送、ポニーキャニオン、共同テレビジョン、スターダストピクチャーズ、ビッグショット、ポニーキャニオンエンタープライズ、スカパー・ウェルシンク、トライベッカ、トルネード・フィルム